# Rhaebobates lituratus
Rhaebobates lituratus là một loài nhện trong họ Thomisidae.
Loài này thuộc chi Rhaebobates. Rhaebobates lituratus được Tord Tamerlan Teodor Thorell miêu tả năm 1881.